# Український вибір
«Украї́нський ви́бір», також має назву «Український вибір — Право народу» — українська проросійська громадська організація, утворена у квітні 2012 року. Серед задекларованих цілей: відмова від євроінтеграції, вступ до Митного союзу Білорусі, Казахстану і Росії. Засновником та головою є кум Путіна, Віктор Медведчук.

## Діяльність

### Політика

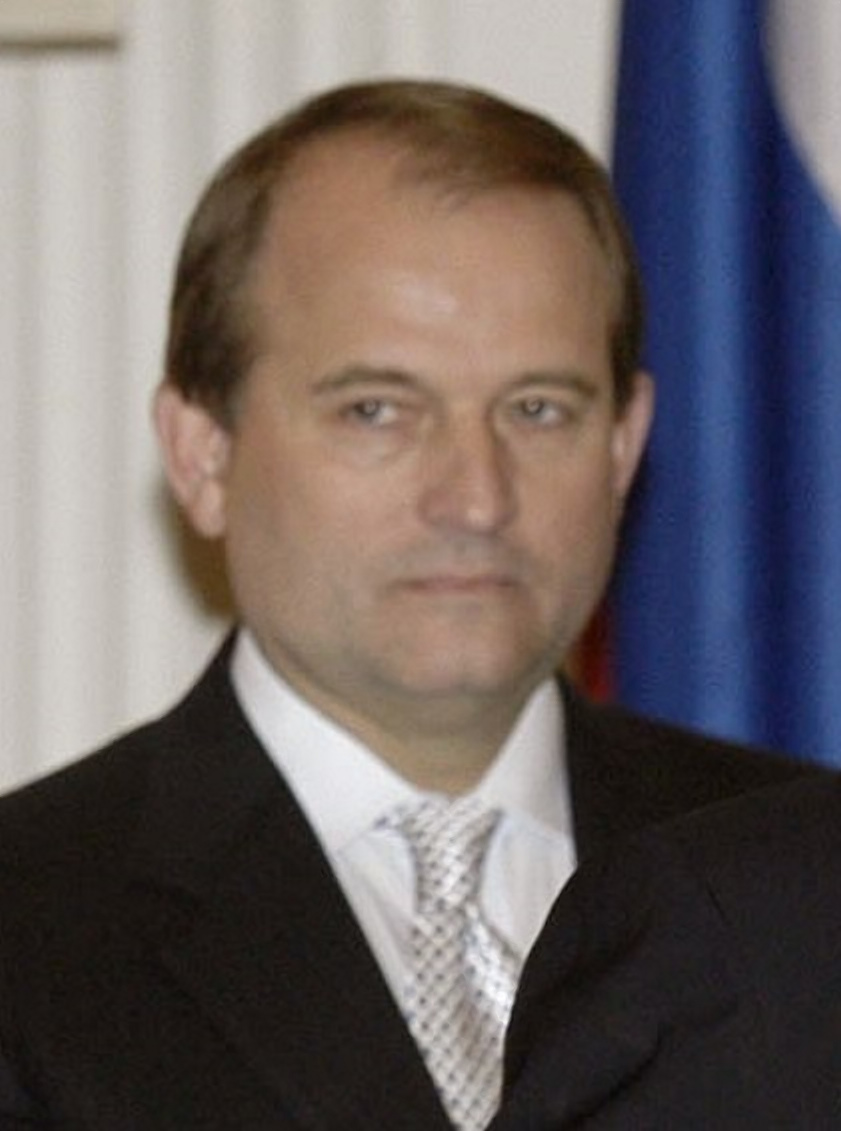
Віктор Медведчук — керівник руху

Організація проводить проросійську політику, направлену на підпорядкування України російським політичним та економічним інтересам. Ця політика подається на тлі декларації всіх форм прямої демократії в Україні, зокрема всеукраїнських і місцевих референдумів. Організація проводить діяльність у рамках маніфесту громадського руху «Український вибір», що є проєктом програми її подальшого розвитку. Цей Маніфест декларує:
- переваги інтеграції з Росією, Білоруссю та Казахстаном («Митний союз Білорусі, Казахстану і Росії») на противагу інтеграції з ЄС;
- впровадження російської мови як другої державної;
- впровадження подвійного громадянства.

Одним зі своїх досягнень організація вважала зрив інтеграції Україна-ЄС.

### Участь в антиукраїнських заходах
Окрім декларованої діяльності про «народовладдя», представники організації брали участь у заходах зі сприяння російській агресії проти України. Так, у березні 2014 року, коли Росія здійснювала тимчасове захоплення Криму, представники організації блокували проїзд українських військових поблизу Миколаєва на трасі Одеса-Миколаїв.
Організація проводить активну антиукраїнську кампанію та розміщує на своєму сайті статті про «укропів» та «укропію». Відстоює тезу щодо «федералізації України», яку також обстоює російський політикум.

### Антисемітська діяльність
На офіційному сайті партії публікуються антисемітські статті змісту, де євреїв звинувачують у захопленні влади в Україні, всесвітній змові, опозиції проти Януковича тощо.

## Критика

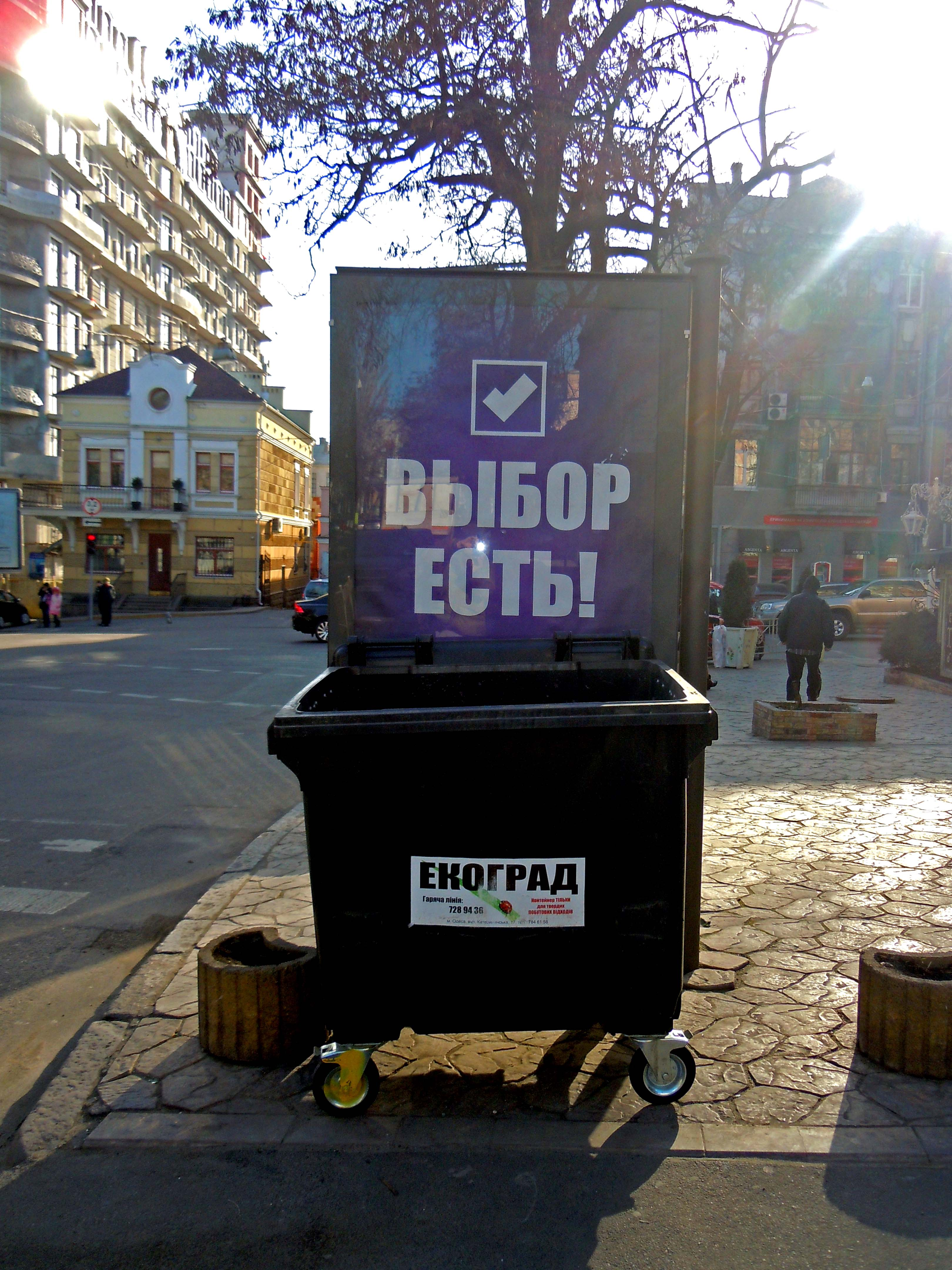
Реклама в Одесі, березень 2014

Російський політтехнолог, генеральний директор «Національного політичного агентства» Росії Дмитро Алексєєв в грудні 2013 року заявив, що Росія намагається «кувати» проросійських політиків в Україні, тому фінансує проєкт Віктора Медведчука «Український вибір», як раніше фінансувала ПСПУ Наталії Вітренко.
Український політолог Ігор Крижанівський вважає «Український вибір» антидержавною організацією.
26 лютого 2014 депутати Закарпатської обласної ради заборонили діяльність «Українського вибору» Медведчука на Закарпатті.
3 березня 2014 року Луцька міська рада ухвалила рішення про заборону будь-яких рекламних матеріалів громадського руху «Український вибір», який названо «відверто антиукраїнською силою».
«Український вибір» також звинувачують в антисемітизмі за публікацію на сайті організації, в якій звинувачують євреїв у тому, що їм в Україні нібито належить уся влада.

## Кримінальні справи проти керівництва організації
15 грудня 2017 року в Луганській області затриманий і доставлений до Київського районного суду Харкова для обрання запобіжного заходу голова Харківської територіальної ради руху «Український вибір — право народу» Андрій Лесик. Йому оголошено про підозру за ч. 2 ст. 110 Кримінального кодексу України (зазіхання на територіальну цілісність і недоторканність України, вчинене представником влади).
25 березня 2021 СБУ провела обшуки в офісі організації в Києві та Дніпрі. За даними поліціянтів, під час початку тимчасової окупації Криму Росією, офіс організації координував дії кримських осередків, представники яких пропагували окупацію півострова, далі брали участь у проведенні «референдуму» і «виборів» до так званих «законодавчих органів Республіки Крим», Держдуми РФ та інших.
26 березня 2021 трьом керівникам ГО було оголошено підозри в організації та проведенні незаконного «референдуму» в Криму. Двоє підозрюваних входили до складу незаконного збройного формування «Самооборона Севастополя», один з них очолював підрозділ НЗФ, інший був керівником підрозділу «Слов'янський щит».